# Батамай (Кобяйський улус)
Батамай (рос. Батамай) — селище у Кобяйському улусі Республіки Сахи Російської Федерації.
Населення становить 233 особи. Належить до муніципального утворення Кіровський (евенський національний) наслег.

## Клімат
Містечко знаходиться у зоні, котра характеризується континентальним субарктичним кліматом. Найтепліший місяць — липень із середньою температурою 17.3 °C (63.1 °F). Найхолодніший місяць — січень, із середньою температурою -40.4 °С (-40.7 °F).
| Клімат Батамая          | Клімат Батамая | Клімат Батамая | Клімат Батамая | Клімат Батамая | Клімат Батамая | Клімат Батамая | Клімат Батамая | Клімат Батамая | Клімат Батамая | Клімат Батамая | Клімат Батамая | Клімат Батамая | Клімат Батамая |
| Показник                | Січ.           | Лют.           | Бер.           | Квіт.          | Трав.          | Черв.          | Лип.           | Серп.          | Вер.           | Жовт.          | Лист.          | Груд.          | Рік            |
| Абсолютний максимум, °C | −8,9           | −6,6           | 8              | 20             | 28             | 32,6           | 38             | 37             | 24,8           | 13,9           | −1,3           | −11,9          | 38             |
| Середній максимум, °C   | −36,9          | −31,1          | −15,9          | −1,8           | 10,1           | 19,6           | 23             | 19,5           | 9,9            | −6,7           | −26            | −35,8          | −5,5           |
| Середня температура, °C | −40,4          | −36,2          | −22,8          | −8,1           | 5,1            | 14,1           | 17,3           | 13,7           | 4,9            | −10,5          | −29,9          | −39,2          | −10,5          |
| Середній мінімум, °C    | −45,3          | −42,9          | −32,2          | −16,9          | −1,5           | 6,8            | 9,8            | 6,4            | −1,1           | −15,9          | −35,3          | −43,8          | −17,2          |
| Абсолютний мінімум, °C  | −65,7          | −58,9          | −53,2          | −42,3          | −22,2          | −6,4           | −4             | −7,2           | −19,1          | −45            | −52,7          | −60            | −65,7          |
| Норма опадів, мм        | 8.4            | 9.4            | 9.9            | 12.3           | 24.8           | 74.3           | 46.6           | 71.4           | 44.9           | 44.3           | 22.7           | 11.4           | 380.4          |
| Днів з опадами          | 14,4           | 10,7           | 8,4            | 6,3            | 9,1            | 7,9            | 8,3            | 8,9            | 10,8           | 19,6           | 18,5           | 12,6           | 135,5          |
| Днів з дощем            | 0              | 0              | 0              | 1              | 10             | 12             | 9              | 12             | 10             | 2              | 0              | 0              | 56             |
| Днів зі снігом          | 19             | 15             | 13             | 9              | 4              | 0              | 0              | 0              | 3              | 21             | 21             | 21             | 126            |
| Вологість повітря, %    | 71.8           | 71             | 68.2           | 61.7           | 60.7           | 65.9           | 71.9           | 76.6           | 77.4           | 80.8           | 76.7           | 72.6           | 71.3           |
| ----------------------- | -------------- | -------------- | -------------- | -------------- | -------------- | -------------- | -------------- | -------------- | -------------- | -------------- | -------------- | -------------- | -------------- |
| Джерело: Weatherbase    |                |                |                |                |                |                |                |                |                |                |                |                |                |

## Історія
Згідно із законом від 30 листопада 2004 року органом місцевого самоврядування є Кіровський (евенський національний) наслег.

## Населення
| 2002 | 2010 |
| ---- | ---- |
| 216  | ↗233 |